# Black Point-Green Point
Black Point-Green Point – jednostka osadnicza w Stanach Zjednoczonych, w stanie Kalifornia, w hrabstwie Marin.